# Ljudmila Semenjaka
Ljudmila Ivanovna Semenjaka (in russo Людми́ла Ива́новна Семеня́ка?; Leningrado, 16 gennaio 1952) è un'ex ballerina russa, prima ballerina e poi répétiteur del balletto Bol'šoj.

## Biografia
Nata nella San Pietroburgo sovietica del 1952, Ljudmila Semenjaka studiò all'Accademia di danza Vaganova e, appena dodicenne, esordì al Teatro Mariinskij nel ruolo della piccola Maša ne Lo schiaccianoci. Nel 1969 si è classificata terza al concorso Internazionale di Balletto di Mosca e nel 1970, dopo aver conseguito il diploma, è stata scritturata dal Balletto Mariinskij, con cui ha danzato per due stagioni.
Nel 1972, dopo essersi classificata terza al concorso internazionale di balletto di Varna, è stata invitata da Jurij Grigorovič a unirsi al Balletto Bol'šoj e nella stessa stagione ha esordito nel duplice ruolo di Odette e Odile ne Il lago dei cigni. Sotto la guida di Galina Sergeevna Ulanova, Semenjaka si è affermata come una delle maggiori danzatrici sovietiche dell'epoca, grazie al felice connubio di grandi doti tecniche, lirismo ed espressività. Come prima ballerina del balletto Bol'šoj fino al 1991, ha danzato in un vasto repertorio che annoverava tutti i grandi ruoli coreografati da Grigorovič (Marie ne Lo schiaccianoci, Giselle in Giselle, Rajmonda in Rajmonda, Aurora ne La bella addormentata, Frigia in Spartak, Giulietta in Romeo e Giulietta), ma anche Kitri nel Don Chisciotte (Gorskij), Nikia ne La Bayadère (Petipa), la ballerina in Petruška (Fokine), la fanciulla ne Le Spectre de la rose (Fokine) e il cigno ne La morte del cigno (Fokine).
Negli anni settanta danzò al Metropolitan Opera House con il Bol'šoj, ottenendo il plauso del New York Times, mentre negli anni ottanta ottenne il plauso della critica londinese, tanto da essere premiata con l'Evening Standard Theatre Award nel 1986, anno in cui in patria le fu conferito il titolo di Artista del popolo dell'Unione Sovietica. Con il crollo dell'Unione Sovietica, nei primi anni novanta Semenjaka ha cominciato a danzare regolarmente in Occidente, apparendo come ospite nella maggiori compagnie, tra cui l'American Ballet Theatre, il Balletto dell'Opéra di Parigi, il Balletto reale svedese, l'English National Ballet, lo Scottish Ballet e al Teatro Colón.
Nel 1997 ha dato il suo addio alle scene, pur tornando a danzare al Teatro Bol'šoj nel 2008 in occasione della prima assoluta di Fiamme di Parigi di Aleksej Ratmanskij nel ruolo di Maria Antonietta. Dal 2002 ha lavorato come maestra di balletto e répétiteur al Bol'šoj, contribuendo a forgiare una nuova generazione di ballerine, tra cui Svetlana Jur'evna Zacharova, Natal'ja Osipova ed Evgenija Viktorovna Obrazcova.